# Macrinus
Marcus Opellius Macrinus (n. 164 d.Hr., Cherchell, Provincia Tipaza, Algeria – d. 218 d.Hr., Cappadocia, Regiunea Anatolia Centrală, Turcia) a fost împărat roman timp de 14 luni (11 aprilie 217- iunie 218).

## Biografie
Născut în Caesarea, în provincia romană Mauretania, Macrinus a fost în 212 prefect al pretoriului în timpul împăratului Caracalla. În 217, în campania militară din Mesopotamia împotriva parților, a condus un complot soldat cu asasinareaa lui Caracalla. Macrinus l-a succedat la tron, fiind primul reprezentant al stării (sau clasei) sociale a cavalerilor (equester ordo) care a devenit împărat roman.
Politica de austeritate dusă de Macrinus a provocat o reacție de nemulțumire, abil exploatată de Iulia Maesa și de reprezentanții dinastiei Severilor. În primăvara anului 218 a avut loc o rebeliune a armatei din Orient, în vederea reinstalării pe tron a urmașilor lui Septimius Severus și Caracalla. Înfrânt în bătălia de la Antiohia, Macrinus a fost omorât împreună cu fiul său minor, Marcus Opellius Antonius Diadumenianus (pe care îl ridicase la rang de augustus).